# 旁皋
旁皋（?—?），嬴姓，是秦国的祖先，是秦國第一任君主秦非子的曾祖父，祖父恶来是纣王的大臣，被周武王所杀。所以旁皋名声不显，事迹不详。
| 前任： 女防 | 秦国的祖先 | 繼任： 太幾 |